# Paşadüzü, Ovacık
Paşadüzü là một xã thuộc huyện Ovacık, tỉnh Tunceli, Thổ Nhĩ Kỳ. Dân số thời điểm năm 2010 là 95 người.